# Braganza (Portogallo)
Braganza (in portoghese Bragança, pronuncia [bɾɐˈɡɐ̃sɐ]; in mirandese Bergança), è un comune portoghese di 34 750 abitanti situato nel distretto di Braganza.
È l'antica capitale della regione di Trás-os-Montes, la parte vecchia in alto su un colle è tutta rinchiusa da una cerchia intatta di mura del XII secolo con diciotto torri. Nella parte bassa è la città moderna. A nord-ovest della città lungo il confine con la Spagna si stende il Parque Natural de Montezinho su una vasta area montuosa per di 75 000 ha. È un centro agricolo e di industrie tessili. È sede vescovile.
Il suo clima è quello delle regioni settentrionali del paese dove costantemente l'anticiclone delle Azzorre invia in autunno ed inverno venti umidi che si scaricano quando raggiungono le terre, a Braganza si ha una media annua di 1 000 mm di pioggia.

## Storia
Nel periodo romano fu chiamata Iuliobrigo. La decadenza romana consentì ai Suebi che erano "foederati" dell'Impero di fondare un regno barbarico-romano nel settentrione del paese e Brabança ne fece parte. I Visigoti, che occupavano la parte meridionale del Portogallo, annetterono nel 585 il regno dei Suebi ma dovettero poi cedere agli Arabo-Berberi nel 712, che, però, alla fine del secolo VIII si ritirarono a sud del Douro. A causa della vicinanza con i regni di Castiglia e León, Braganza fu soggetta a seguirne le vicende che interessarono questi regni e il Portogallo. Nel 1442 diventò la capitale di un ducato indipendente assegnato ad Alfonso, figlio naturale del re del Portogallo Joao I d'Avis. Alfonso è quindi il capostipite della dinastia di Braganza che regnò in Portogallo dal 1640 al 1910 e in Brasile dal 1822 al 1889.
Il ducato fu soggetto in seguito agli spagnoli che si stabilirono in Portogallo nel 1580 con Filippo II per rimanervi fino al 1º dicembre 1640 quando il popolo portoghese si ribellò, riacquistò l'indipendenza e mise sul trono dom Joao IV di Braganza.
La corte dei Braganza si trasferì a Lisbona e la città perse la sua importanza politica.

## Monumenti

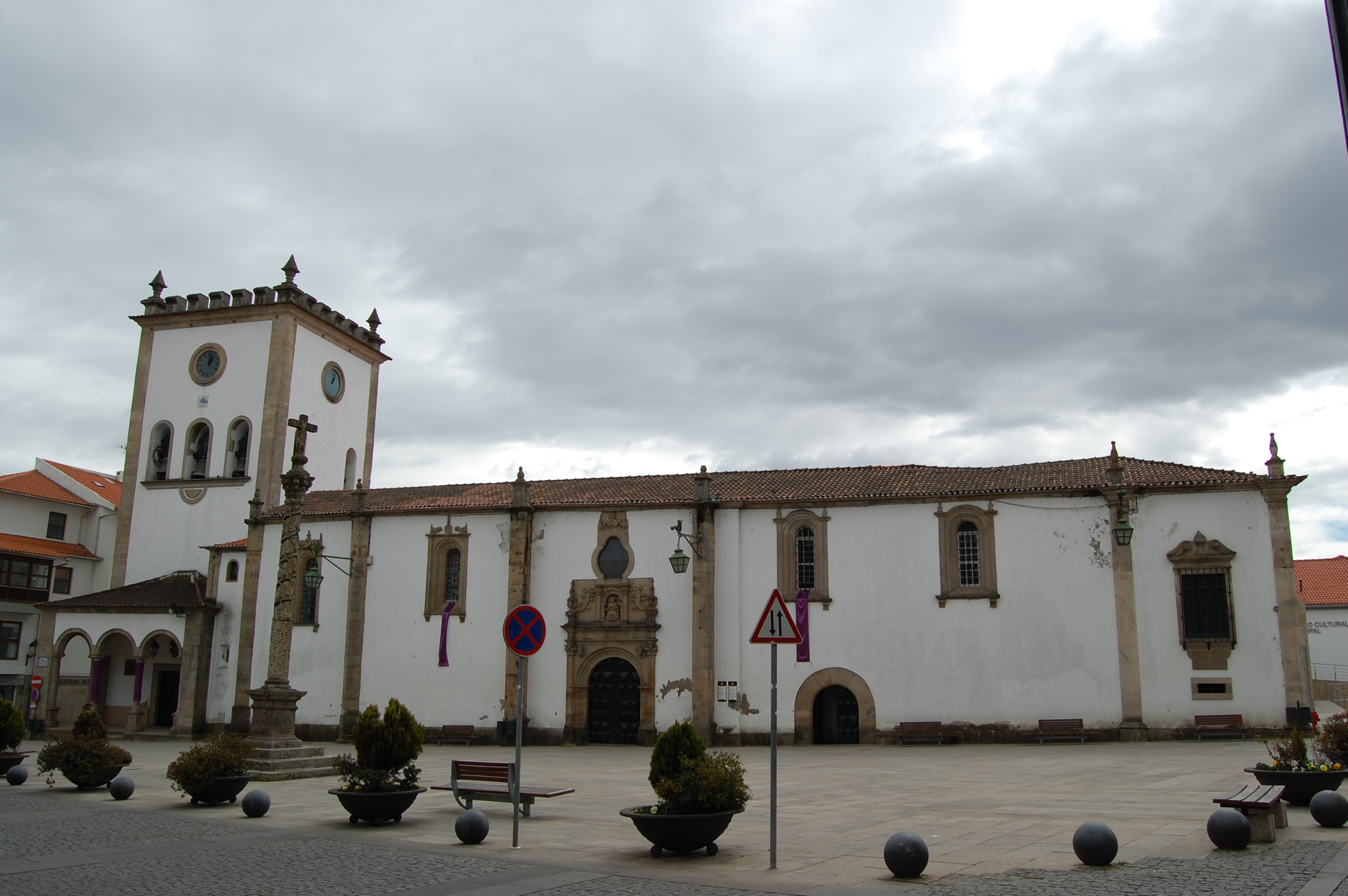
La Cattedrale vecchia di Braganza, sostituita dalla cattedrale nuova di Nostra Signora Regina nel 2001.

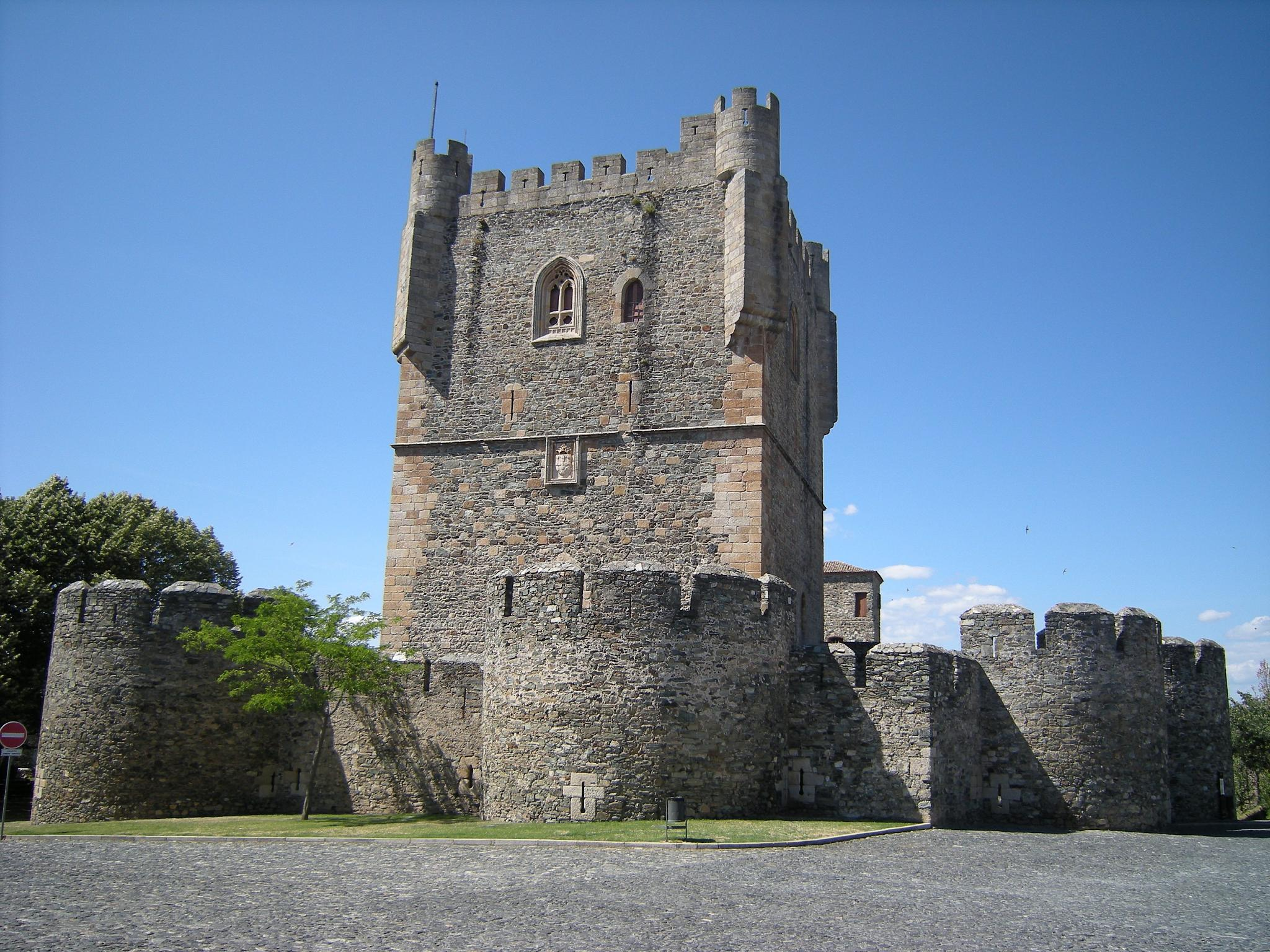
Torre de Menagem

- Largo da Sé è la piazza principale su cui si affaccia la Sé, la cattedrale, modesto edificio costruito dai gesuiti nel XVI secolo che fu adattato alle nuove funzioni nel XVIII secolo quando la sede vescovile fu trasferita qui da Miranda do Douro.
- Sé Catedral antica cattedrale di Braganza, in stile rinascimentale e risalente al XVI secolo.
- Castelo costituisce il nucleo storico della città chiuso dalle mura e formato da case grigie e molto accostate fra loro. Chiave del sistema difensivo delle mura è la Torre de Menagem alta 33 metri, costruita nel 1187 da dom Sancho I, re del Portogallo negli anni dal 1185 al 1211. Al suo interno c'è un Museo militare con una collezione di armi e armatura dei secoli dal XVI al XX.
- São Vicente chiesa di fondazione romanica trasformata nel XVIII secolo. Tradizionalmente indicata come sede del matrimonio segreto del futuro re dom Pedro I con la sua amante Inés de Castro, la cui romantica e tragica vicenda è raccontata da Luís de Camões nel famoso poema epico i Lusiadi in cui, raccontando il viaggio di Vasco de Gama nelle Indie, ripercorre tutta la storia del Portogallo.
- Domus Municipalis risale al XII secolo, è al centro del nucleo fortificato ed è uno dei pochi esempi di architettura romanica civile del Portogallo. È indicata come antica sede comunale anche se il suo uso non è documentato.
- Santa Maria do Castelo è una chiesa del XVIII secolo entro la cittadella fortificata.

## Società

### Evoluzione demografica
| Popolazione di Braganza (1801 – 2004) | Popolazione di Braganza (1801 – 2004) | Popolazione di Braganza (1801 – 2004) | Popolazione di Braganza (1801 – 2004) | Popolazione di Braganza (1801 – 2004) | Popolazione di Braganza (1801 – 2004) | Popolazione di Braganza (1801 – 2004) | Popolazione di Braganza (1801 – 2004) | Popolazione di Braganza (1801 – 2004) |
| ------------------------------------- | ------------------------------------- | ------------------------------------- | ------------------------------------- | ------------------------------------- | ------------------------------------- | ------------------------------------- | ------------------------------------- | ------------------------------------- |
| 1801                                  | 1849                                  | 1900                                  | 1930                                  | 1960                                  | 1981                                  | 1991                                  | 2001                                  | 2004                                  |
| 27 961                                | 16 929                                | 30 513                                | 29 750                                | 37 553                                | 35 380                                | 33 055                                | 37 170                                | 37 194                                |

## Freguesias
| - Alfaião - Aveleda e Rio de Onor - Babe - Baçal - Carragosa - Castrelos e Carrazedo - Castro de Avelãs - Coelhoso - Donai - Espinhosela - França - Gimonde - Gondesende - Gostei - Grijó de Parada - Izeda, Calvelhe e Paradinha Nova - Macedo do Mato - Mós - Nogueira - Outeiro | - Parada e Faílde - Parâmio - Pinela - Quintanilha - Quintela de Lampaças - Rabal - Rebordainhos e Pombares - Rebordãos - Rio Frio e Milhão - Salsas - Samil - Santa Comba de Rossas - São Julião de Palácios e Deilão - São Pedro de Sarracenos - Sé, Santa Maria e Meixedo - Sendas - Serapicos - Sortes - Zoio |